# 21 Savage
Shéyaa Bin Abraham-Joseph (n. 22 octombrie 1992, Greater London, Anglia, Regatul Unit), cunoscut mai bine cu numele său de scenă 21 Savage, este un rapper, compozitor și producător de înregistrări americano-englez cu origini haitiene și dominicane. Născut în cartierul Plaistow din Londra, s-a mutat în Atlanta, Georgia, când avea 7 ani, unde a devenit cunoscut pentru mixtape-ul The Slaughter Tape, lansat în 2015 înainte de a atrage atenția la nivel național în urma unui albumului colaborativ Savage Mode (2016) cu producătorul Metro Boomin și a cântecelor sale populare „X” cu Future și „No Heart”, precum și a oaspeților de pe single-ul cu Drake „Sneakin” și single-ul din anul 2017 cu Post Malone, „Rockstar”.
Albumul său de studio de debut, Issa Album, a fost lansat pe 7 iulie 2017. A debutat pe numărul doi pe Billboard 200 și a avut primul sa melodie pe Billboard Hot 100 în top 20 fiind melodia „Bank Account”. Primul său număr unu a venit la sfârșitul lui 2017 cu cântecul „Rockstar” de la Post Malone, care a fost nominalizat în două categorii la al 61-lea premiu Grammy. La 31 octombrie 2017, el a lansat albumul colaborativ cu Offset și Metro Boomin, Without Warning. În decembrie 2018, el a lansat cel de-al doilea album de studio al său, I Am> I Was, care a debutat pe numărul unu în Billboard 200 și a rămas două săptămâni consecutive.
21 Savage a fost arestat de agenția americană pentru imigrație și executare vamală (ICE) pe 3 februarie 2019. Oficialii au declarat că este un cetățean al Regatului Unit care a intrat în SUA în iulie 2005 și apoi a rămas ilegal din momentul expirării în iulie 2006 . A fost pus pe cauțiune pe 12 februarie și a fost eliberat a doua zi, în așteptarea rezultatului unei audieri rapide de deportare. Audierea a fost inițial programată pentru 9 aprilie, dar ulterior a fost amânată pe un termen nedeteminat. 21 Savage a câștigat premiul pentru cea mai bună melodie rap pentru piesa sa „A Lot” la premiile Grammy 2020, marcând primele câștiguri ale lui 21 Savage, cât și ale lui J. Cole. EP-ul său colaborativ cu Metro Boomin, Savage Mode 2, a fost lansat în 2020.

## Tinerețe
S-a născut pe 22 octombrie 1992, la Spitalul Newham din Plaistow, Londra, Anglia, din părinții britanici Heather Carmillia Joseph și Kevin Cornelius Emmons, care sunt de origine dominicană și, respectiv, din Haiti. Surorile sale gemene, coregrafele de dans Kyra și Jayda Davis, și tatăl continuă să locuiască la Londra, lucrând la Consiliul Local al Westminster. Bunica lui 21 Savage locuiește în Brixton. Părinții lui 21 Savage s-au separat la începutul vieții sale, iar el s-a mutat cu mama sa în Atlanta, Georgia, la vârsta de 7 ani. În iunie 2005, la vârsta de 12 ani, a mers în Regatul Unit pentru înmormântarea unui unchi, a rămas o lună și apoi s-a întors înapoi în Statele Unite pe 22 iulie 2005, cu viza H-4, care ar fi expirat un an mai târziu. Mama lui 21 Savage a început apoi o relație cu Dr. Amsu Anpu, un endocrinolog și expatriat britanic, cu care a avut mai mulți copii. El a avut un frate Quantivayus ("Tay-Man") care a murit din cauza unei împușcături după o tentativă de trafic de droguri.
În clasa a șaptea, 21 Savage a fost interzis permanent de la fiecare școală din districtul școlar DeKalb pentru deținere ilegală de arme⁠(en)[traduceți]. Acest lucru l-a determinat să înceapă să studieze la școli din zona metropolitană din Atlanta înainte de a fi trimis la un centru de detenție pentru tineri. După ce a fost eliberat din centrul de detenție pentru tineri⁠(en)[traduceți], a terminat clasa a opta printr-un program alternativ înainte de a termina un semestru de liceu; a renunțat la clasa a 9-a, în urma excluderilor multiple despre care a spus că l-au „epuizat”.
După ce a renunțat la liceu, 21 Savage s-a alăturat unei găști locale de stradă afiliată cu gașca⁠(en)[traduceți] Bloods și a devenit un traficant de droguri, care vinde în principal canabis. De asemenea, a participat în mod regulat la alte activități infracționale, inclusiv jaf și furt de mașini, deși a fost arestat doar o dată după ce contrabanda a fost găsită într-o mașină pe care o conducea. În 2011, când avea 21 de ani, 21 Savage, și-a pierdut „mâna dreaptă”, Larry, într-un schimb de focuri. În 2013, în timpul unei tentative de tâlhărie la 21 de ani, 21 Savage a fost împușcat de șase ori de către membrii rivali ai bandei, iar cel mai bun prieten al său Johnny a fost ucis.

## Carieră

### 2014–15: Primele lansări,The Slaughter Tape, șiSlaughter King
După moartea prietenului său într-un schimb de focuri la 21 de ani, 21 Savage a început să cânte. Cariera sa muzicală a fost subvenționată inițial de unchiul prietenului său decedat, care i-a acordat bani pentru a cânta la studio în 2013. Pe 12 noiembrie 2014, a fost lansat single-ul de debut al lui 21 Savage, "Picky", produs de DJ Plugg. Ulterior, a fost inclus pe mixtape-ul său de debut, The Slaughter Tape, care a fost lansat pe 25 mai 2015. Lansarea a făcut din ceea ce revista Interview a numit un "erou subteran în Atlanta". Pe 2 iulie 2015, 21 Savage a lansat un EP colaborativ, Free Guwop, cu Sonny Digital. Este un EP tribut adus rapper-ului și influența sa Gucci Mane. La 1 decembrie 2015, 21 Savage a lansat al doilea său mixtape, Slaughter King.

### 2016–17:Savage Mode,Issa Album, șiWithout Warning
În iunie 2016, 21 Savage a fost numit în lista de „Freshman Class” din ediția anului 2016 a revistei XXL. Pe 15 iulie 2016, 21 Savage și-au lansat EP-ul Savage Mode comun cu producătorul Metro Boomin, din Atlanta. EP-ul și-a câștigat succesul internațional și a ajuns pe poziția 23 în topul Billboard 200, care a devenit cel mai mari EP al lor până în prezent. El a apărut pe coperta lui Fader. Single-ul său „X” cu Future de pe EP a fost confirmat de Billboard ca fiind platină în SUA, fiind primul record de platină al lui 21 Savage. Pe 18 ianuarie 2017, 21 Savage a anunțat că a semnat cu Epic Records.
În 2017, albumul său de studio de debut, Issa Album, a debutat pe locul doi pe Billboard 200 din SUA. Single-ul său principal, „Bank Account”, a ajuns pe poziția 12 pe Billboard Hot 100. Mai târziu în acel an, a fost prezentat pe single-ul lui Post Malone "Rockstar", care a atins numărul 1 pe Billboard Hot 100 și a înregistrat numeroase recorduri. Este prima melodie numărul 1 a lui 21 Savage. Pe 31 octombrie 2017, a lansat un album de studio colaborativ cu Offset și Metro Boomin, numit Without Warning. Albumul a debutat pe numărul patru pe Billboard 200 din SUA și a primit recenzii în general pozitive din partea criticilor. Single-ul său principal, "Ric Flair Drip" a atins locul 13 pe Billboard Hot 100.

### 2018–prezent:I Am > I Was, "Immortal", șiSavage Mode 2
În aprilie 2018, 21 Savage a avut o apariție pe piesa lui Young Thug, Hear No Evil, alături de rapperi Nicki Minaj și Lil Uzi Vert. Mai târziu în acea lună, el a apărut și pe single-ul „Outstanding” de SahBabii. Pe 21 martie 2018, el a cântat pe single-ul „Rover 2.0”, care face parte din mixtape-ul Simi de BlocBoy JB. În luna următoare, el a cântat pe piesa „Clout” al lui Ty Dolla Sign, care a făcut parte din ediția de lux a albumului său Beach House 3.
Pe 31 octombrie 2018, 21 Savage a postat pe Instagram-ul său o imagine cu un bărbat care sărea în aer din direcția îndepărtată unui foc. În colțul din dreapta jos al imaginii există un aviz „Parental Advisory”, întrucât există de multe ori pe coperta albumelor rap. 21 Savage l-a etichetat și pe Metro Boomin în postare. Din aceste motive, unii au speculat că va fi o continuare a albumului Without Warning din 2017. Cu toate acestea, s-a dovedit a fi coperta albumului solo de debut al Metro, Not All Heroes Wear Capes.
Pe 6 decembrie 2018, 21 Savage a postat o copertă pentru următorul album, I Am>I Was, pe Instagram, care prezintă o imagine încețoșată a lui, legând imaginea cu o serie de emoji-uri de capră. A doua zi, 21 Savage a scris pe Twitter și pe povestea sa de Instagram pentru a-și cere scuze că a „uitat” să își lanseze albumul, spunând pe Twitter: „Doamne, am uitat să-mi scot albumul meu, îmi pare rău tuturor”. El a anunțat o nouă dată pe 21 decembrie 2018. Lista de melodii a fost scoasă de producătorul de discuri Louis Bell prin povestea sa de Instagram pe 13 decembrie 2018.
21 Savage a lansat cel de-al doilea album de studio I Am>I Was pe 21 decembrie 2018, cu apariții de la Travis Scott, Post Malone, Childish Gambino, Offset, J. Cole, Gunna, Lil Baby, Project Pat și Schoolboy Q. I Am>I was a debutat pe numărul unu pe Billboard 200 din SUA, câștigând 131.000 de unități echivalente de album (inclusiv 18.000 de vânzări de album pur), devenind astfel primul album numărul 1 al lui 21 Savage din SUA. Cea mai populară melodie este „A Lot”, cu J. Cole. Acesta a atins un număr maxim de 12 pe Billboard 100 din SUA.
Până în 2019, 21 Savage au lansat o singură melodie numită „Immortal”. În februarie 2020, 21 Savage și colaboratorul său de lungă durată, Metro Boomin, au vorbit despre lansarea unei continuări a piesei sale extinse din Savage Mode, denumită Savage Mode II. În ciuda faptului că nu au anunțat o dată oficială de lansare, aceștia au re-postat speculații de către un fan pe Instagram că proiectul va fi lansat pe 13 martie 2020, ceea ce a dus la speculații care ar fi data oficială a lansării. Albumul nu a fost lansat pe 13 martie și nu este cunoscută o dată oficială de lansare.

## Stil muzical
Numit „unul dintre ultimii rapperi de stradă făcând muzică” de către colaboratorul său frecvent Metro Boomin, muzica lui 21 Savage este puternic autobiografică cu accent pe aspectele violente și criminale ale trecutului său, inclusiv crime și traficul de droguri. Din punct de vedere vocal, este cunoscut pentru „tărăgănarea sa autentică monotonă ticăloasă”

## Controverse
În 2018, 21 Savage a demarat o mișcare numită „Guns Down, Paintballs Up”, care avea scopul de a reduce violența armelor, sugerând utilizarea pistoalelor de paintball în locul armelor de foc letale⁠(en)[traduceți]. Șeful departamentului de poliție din Detroit, James Craig, a descris mișcarea ca „bine intenționată, totuși, greșită”, după ce mai multe incidente implicând arme de paintball au dus ulterior la răni, conduită dezordonată care implică grupuri mari de oameni cu arme de paintball, vandalism de proprietate (de exemplu, vehicule de poliție), represalii violente și confundare cu arme de paintball a armelor de foc. Mișcarea a fost legată de mai multe cazuri de crimă și omucidere. 21 Savage nu a comentat acest aspect, deși a plătit pentru înmormântarea unui tânăr de 3 ani care a fost ucis într-un incident aferent. Controversele au apărut după ce 21 Savage a scos o armă de foc în timpul unei petreceri la piscină pe 10 iunie 2018. 21 Savage a primit arma de foc de către un prieten după ce a văzut că un membru al găștii opuse scoase un pistol.
„ASMR”, o melodie din cel de-al doilea album de studio al lui 21 Savage, I Am>I Was, a provocat unele controverse cu versurile sale. Versurile au inclus „Am luat acei bani evreiești, totul este kosher”. Versurile generat controverse pentru promovarea stereotipurilor evreiești⁠(en)[traduceți] negative, atunci când LeBron James a distribuit un story de pe Instagram citând piesa. 21 Savage și-a cerut scuze mai târziu, spunând pe Twitter că "poporul evreu pe care îl cunosc sunt foarte înțelepți cu bani, de aceea am spus că am primit bani evreiești. Nu am crezut niciodată că cineva s-a simțit jignit, îmi pare rău dacă am jignit pe toată lumea, niciodată nu a fost intenția mea - iubesc toți oamenii. "
La începutul anului 2020, o ceartă între 21 Savage și producătorul american Young Chop a apărut după ce Chop l-a insultat pe 21 Savage pe un live de pe Instagram. Pe 6 aprilie, în timp ce ar fi luat un Uber în cartierul lui 21 Savage în încercarea de a găsi unde locuia, Chop a declarat că un pistolar necunoscut a tras în mașina sa, dar nu a fost rănit. Nici o altă sursă nu a confirmat dacă această poveste este sau nu adevărată și nu au fost surprinse fotografii sau videoclipuri în care a făcut acuzația.

## Viața personală

### Probleme legale
21 Savage a fost condamnat pentru acuzații de droguri în octombrie 2014 în districtul Fulton, Georgia.

### Arestarea asupra problemelor de imigrare în 2019
Pe 3 februarie 2019, la doar două zile de la lansarea videoclipului pentru single-ul său „A Lot”, 21 Savage a fost luat în custodie de agenția americană pentru imigrație și executare vamală (ICE), după ce un vehicul a fost tras pe dreapta unde erau el și vărul său, rapperul cunoscut sub numele de Young Nudy și alți doi bărbați. Young Nudy și ceilalți doi bărbați fuseseră vizați într-o operațiune care presupunea acuzații de agresiune agravată și încălcarea Georgia Gang Act. 21 Savage a susținut ulterior că a fost vizat personal și el în operațiune. După arestarea sa, ICE a dezvăluit că 21 Savage este un cetățean britanic care s-a aflat ilegal în Statele Unite, de când a expirat viza de non-imigrant în iulie 2006. Echipa managerială a lui 21 Savage exprimă că a încercat să-și reînnoiască Visa din anul 2017. Înainte de aceasta, 21 Savage se credea că el ar fi originar din zona Atlanta - de exemplu, revista Interview a raportat într-un interviu acordat lui Seth Rogen în aprilie 2018 că locul de naștere al rapperului era Atlanta, Georgia și într-un interviu din 2016 pentru XXL Revista, a spus că este „din Decatur, Georgia” (care se află în zona metropolitană din Atlanta).
Un purtător de cuvânt al ICE a spus despre 21 Savage: „Întreaga sa persoană publică este falsă. De fapt, a venit în Statele Unite ale Americii, ca adolescent și a rămas până după expirarea vizei”. A apărut apoi un certificat de naștere care arată că 21 Savage s-a născut la Newham, Londra, la 22 octombrie 1992. Acest lucru indică faptul că el a avut 12 ani în iulie 2005 - nu „un adolescent” (și el a fost și în SUA de la vârsta de 7 ani până la plecarea sa de o lună în 2005). Avocatul său a recunoscut că 21 Savage a stat după ce viza sa expirase, dar a spus că nu a încercat să-și ascundă originea și a spus că Departamentul de Securitate Interioară a știut că în 2017 a solicitat o viză U - un tip de non-viza de imigrant oferită victimelor infracțiunilor și membrilor familiei lor, care sunt dispuși să-i asiste pe oamenii de ordine, în investigarea sau urmărirea activității infracționale. 21 Savage a fost eliberat din custodia ICE, cu toate acestea, cazul său este încă în curs. I se permite să se deplaseze în SUA, dar nu poate călători în străinătate.

### Acuzația de furt
Pe 15 februarie 2019, 21 Savage a fost arestat de autorități și încarcerat într-o închisoare din sudul Georgiei ca răspuns la un mandat pentru arestarea sa pentru furt infracțional prin înșelăciune. Această dispută înconjoară un concert amenajat în 2016 pentru care rapperul a acceptat o plată de 17.000 de dolari pentru a apărea la un concert, dar nu a apărut și nu a dat banii înapoi. El a fost eliberat din propria sa recunoaștere, în așteptarea unei audieri judecătorești la o dată ulterioară pentru soluționarea acuzației.

## Filantrop
În martie 2018, 21 Savage a anunțat crearea celei de-a doua campanii 21 Savage Bank Account (numită după melodia sa „Bank Account”) din emisiunea „Ellen DeGeneres Show”, iar el a anunțat, de asemenea, că donează 21.000 de dolari cauzei. 21 Savage a declarat că „Am început campania 21 de conturi bancare Savage ca să îi ajut pe copii să învețe cum să economisească bani și să facă bani și să deschid conturi bancare pentru copii”. La începutul lunii august 2016, 2017, 2018 și 2019, 21 Savage a găzduit „Issa Back to School Drive” (numit astfel după albumul său Issa Album), în cartierul său natal din Atlanta, Georgia. Unitatea a oferit gratuit tunsori, coafuri, rechizite și uniforme școlare. În iulie 2018, 21 Savage a donat 10.000 de dolari  Școlii Elementară Continental Colony din Atlanta pentru a finanța o campanie anti-bullying.

## Filmografie
În 2017, a fost raportat că 21 Savage lucra la filmul său de debut, Issa Movie.
21 Savage a lucrat și la o mini-serie animată YouTube, numită Year 2100.

## Discografie

### Albume de studio
| Titlu        | Detaliile albumului                                                                                               | Poziția cea mai mare | Poziția cea mai mare | Poziția cea mai mare | Poziția cea mai mare | Poziția cea mai mare | Poziția cea mai mare | Poziția cea mai mare | Poziția cea mai mare | Certificații              |
| Titlu        | Detaliile albumului                                                                                               | US                   | US R&B/ HH           | US Rap               | AUS                  | CAN                  | NLD                  | NZ                   | UK                   | Certificații              |
| ------------ | --- | -------------------- | -------------------- | -------------------- | -------------------- | -------------------- | -------------------- | -------------------- | -------------------- | ------------------------- |
| Issa Album   | - Lansat: 7 iulie 2017 - Casă de discuri: Slaughter Gang, Epic - Format: CD, LP, Cassette, Download digital       | 2                    | 2                    | 2                    | 42                   | 8                    | 22                   | 27                   | 42                   | - RIAA: Aur - MC: Platină |
| I Am > I Was | - Lansat: December 21, 2018 - Casă de discuri:: Slaughter Gang, Epic - Format: CD, LP, Cassette, Download digital | 1                    | 1                    | 1                    | 30                   | 3                    | 5                    | 23                   | 33                   | - RIAA: Platină - MC: Aur |

### Albume de studio colaborative
| Titlu                                      | Detaliile albumului | Poziția cea mai mare | Poziția cea mai mare | Poziția cea mai mare | Poziția cea mai mare | Poziția cea mai mare | Poziția cea mai mare | Poziția cea mai mare | Poziția cea mai mare |
| Titlu                                      | Detaliile albumului | US                   | US R&B/ HH           | US Rap               | AUS                  | CAN                  | NLD                  | NZ                   | UK                   |
| ------------------------------------------ | --- | -------------------- | -------------------- | -------------------- | -------------------- | -------------------- | -------------------- | -------------------- | -------------------- |
| Without Warning(cu Offset și Metro Boomin) | - Lansat: 31 octombrie 2017 - Casă de discuri: Slaughter Gang, Epic, Quality Control Music, Motown, Capitol, Boominati Worldwide, Republic - Format: Download digital | 4                    | 2                    | 1                    | 39                   | 5                    | 24                   | 15                   | 41                   |

### Mixtape-uri
| Titlu              | Detalii                                                                                     |
| ------------------ | ------------------------------------------------------------------------------------------- |
| The Slaughter Tape | - Lansat: 15 mai 2015 - Casă de discuri: lansat independent - Format: Download digital      |
| Slaughter King     | - Lansat: 1 decembrie 2015 - Casă de discuri: lansat independent - Format: Download digital |

### Extended playlists (EP-uri)
| Titlu                          | Detalii | Poziția cea mai mare | Poziția cea mai mare | Poziția cea mai mare | Certificații  |
| Titlu                          | Detalii | US                   | US R&B/ HH           | US Rap               | Certificații  |
| ------------------------------ | --- | -------------------- | -------------------- | -------------------- | ------------- |
| Free Guwop(cu Sonny Digital)   | - Lansat: 2 iulie 2015 - Casă de discuri: Self-released - Format: Download digital                           | —                    | —                    | —                    |               |
| Savage Mode(cu Metro Boomin)   | - Lansat: 15 iulie 2016 - Casă de discuri: Self-released - Format: LP, Download digital                      | 23                   | 9                    | 7                    | - RIAA: Aur   |
| Savage Mode 2(cu Metro Boomin) | - Lansarea programată: va fi anunțat - Casă de discuri: Slaughter Gang - Format: Download digital, streaming | va fi anunțat        | va fi anunțat        | va fi anunțat        | va fi anunțat |

## Tururi
I Am > I Was Tour (2019)

## Premii și nominalizări
| An   | Premiu                   | Categorie                  | Munca nominalizată           | Rezultat    |
| ---- | ------------------------ | -------------------------- | ---------------------------- | ----------- |
| 2017 | BET Awards               | Best New Artist            | Însuși                       | Nominalizat |
| 2017 | Streamy Awards           | Breakthrough Artist        | Însuși                       | Nominalizat |
| 2018 | iHeartRadio Music Awards | Best New Hip-Hop Artist    | Însuși                       | Nominalizat |
| 2018 | iHeartRadio Music Awards | Hip-Hop Song of the Year   | "Rockstar" (cu Post Malone)  | Nominalizat |
| 2018 | Billboard Music Awards   | Top New Artist             | Însuși                       | Nominalizat |
| 2018 | Billboard Music Awards   | Top Hot 100 Song           | "Rockstar" (cu Post Malone)  | Nominalizat |
| 2018 | Billboard Music Awards   | Top Streaming Song (Audio) | "Rockstar" (cu Post Malone)  | Nominalizat |
| 2018 | Billboard Music Awards   | Top Collaboration          | "Rockstar" (cu Post Malone)  | Nominalizat |
| 2018 | Billboard Music Awards   | Top Rap Song               | "Rockstar" (cu Post Malone)  | Câștigat    |
| 2018 | American Music Awards    | Favorite Rap/Hip-Hop Song  | "Rockstar" (cu Post Malone)  | Nominalizat |
| 2018 | American Music Awards    | Collaboration of the Year  | "Rockstar" (cu Post Malone)  | Nominalizat |
| 2018 | MTV Europe Music Awards  | Best Song                  | "Rockstar" (cu Post Malone)  | Nominalizat |
| 2018 | MTV Video Music Awards   | Song of the Year           | "Rockstar" (cu Post Malone)  | Câștigat    |
| 2018 | MTV Video Music Awards   | Best Hip-Hop Video         | "Bartier Cardi" (cu Cardi B) | Nominalizat |
| 2018 | BET Awards               | Best Collaboration         | "Bartier Cardi" (cu Cardi B) | Nominalizat |
| 2018 | BET Hip Hop Awards       | Best Featured Verse        | "Bartier Cardi" (cu Cardi B) | Nominalizat |
| 2018 | BET Hip Hop Awards       | Best Collabo, Duo or Group | "Ric Flair Drip"             | Nominated   |
| 2019 | Grammy Awards            | Record of the Year         | "Rockstar" (cu Post Malone)  | Nominalizat |
| 2019 | Grammy Awards            | Best Rap/Sung Performance  | "Rockstar" (cu Post Malone)  | Nominalizat |
| 2020 | Grammy Awards            | Best Rap Song              | "A Lot" (cu J. Cole)         | Câștigat    |
| 2020 | Grammy Awards            | Best Rap Album             | I Am > I Was                 | Nominalizat |